# Harmen Kingma
Harmen Kingma (Hantum 9 februari 1907 -1977) was een bouwondernemer die een belangrijke rol speelde in het Friese verzet tijdens de Tweede Wereldoorlog.

## Levensloop

### Vooroorlogse periode
Kingma had de leiding over de timmerfabriek van het bedrijf, die gesitueerd was aan de Dokkumer Ee in Leeuwarden. Zijn broer Marten Kingma was directeur. De broers hadden de vooroorlogse ontwikkelingen in Italië, Spanje en Duitsland op de voet gevolgd en waren vanuit hun overtuiging (Harmen was, evenals hun vader, doopsgezind; Marten was atheïst en sociaaldemocraat) zeer sterk gekant tegen alles wat maar leek op fascisme en nationaalsocialisme.
Vanaf 1937 hadden ze contact met de joodse familie De Jonge, die uit Duitsland uitgeweken was. Daardoor waren ze goed op de hoogte van wat er in Duitsland aan de hand was.

### Begin verzet
In juni 1942 werd het duidelijk dat er voor de familie De Jonge een onderduikadres moest worden gevonden. Zo werd kennis gemaakt met Krijn van den Helm, die ook met de familie De Jonge bevriend was. Van den Helm was toen al betrokken bij allerlei illegale activiteiten en de Kingma's hadden goed contact met hem. Zo werd het woonhuis van de Kingma's (dat naast de fabriek aan de Dokkumer Ee lag) een knooppunt van verzetsactiviteiten: verdeling van buitgemaakte distributiebonnen, doorgangshuis voor mensen die moesten onderduiken, voorbereiding van overvallen, informatiecentrum tijdens de meistaking van 1943. De vele telefoongesprekken hadden altijd als onderwerp zaken als hout, spijkers, schroeven en kozijnen.

### Hoofdkwartier KP
Het hoofdkwartier van het Friese verzet was het woonhuis van Van den Helm aan de Beetgumerstraat te Leeuwarden. In februari 1944 werd duidelijk dat die plek te gevaarlijk werd, en werd het verplaatst naar het bedrijf en de woning van de Kingma's. Daar was veel meer ruimte, er waren vluchtgangen, en het was een bedrijf met veel activiteit, zodat komen en gaan van vreemden niet opviel. Daarmee was het min of meer een centrum van de Friese KP geworden. Veel leden van het Friese verzet kwamen dagelijks over de vloer, en vanaf mei 1944 had ook verzetsstrijder Pieter Wijbenga hier zijn kwartier. Ook Piet Oberman, de later KP-leider en een oude bekende van Harmen, liet er regelmatig zijn gezicht zien. Een andere bijna dagelijkse gast was Esmée van Eeghen, die aanvankelijk door Annie, de vrouw van Kingma, nogal achterdochtig werd bekeken, maar die haar later toch zeer wist te waarderen. Van Eeghens omgang met de Duitser Hans Schmälzlein leidde tot het einde van de bezoeken aan het huis van de Kingma's, nadat ze hem op een dag in het voorjaar meenam naar Leeuwarden.

### Einde hoofdkwartier
Op 15 juli 1944 werd het kaaspakhuis van de Tamminga's aan de Schrans in Leeuwarden door de SD doorzocht. Daar lagen tijdelijk wapens en de administratie van het Friese verzet, waaronder ook het adres van de timmerfabriek als hoofdkwartier van de Friese KP. Kingma kreeg daar telefonisch bericht van en het was duidelijk dat hij een goed heenkomen moest zoeken. Een dag eerder waren drie van de vier kinderen al in veiligheid gebracht, na de arrestatie van Ben de Vries en Jan Evenhuis. Voor de timmerfabriek lag een woonarkje, dat soms als tijdelijke huisvesting voor werknemers werd gebruikt. Met een motorbootje van buurman Douwe Hofstra werd het arkje met Harmen naar de nabij Leeuwarden gelegen Groote Wielen versleept, over de Bonkevaart. Toen ze onder de betonnen brug over de Bonkevaart in de Lekkumerweg voeren, konden ze de Duitse overvalwagens naar de timmerfabriek horen gaan. Het arkje werd neergelegd aan de Houtwielen in Giekerk. Hier kwam weldra Piet Oberman, inmiddels de nieuwe KP-leider, langs om Harmen te vragen de verantwoordelijkheid met hem te delen. Die wees dat af vanwege zijn Doopsgezinde achtergrond.
Ongeveer zeven uur 's ochtends arriveerden de overvalwagens bij de fabriek. Het personeel werd op de binnenplaats verzameld en onder schot gehouden, de boekhouder en de werkplaatschef werden niet zachtzinnig ondervraagd. Ze hielden zich van de domme en desgevraagd meldden ze dat Kingma wel in Vollenhove, Slootdorp of Wieringermeer zou zijn (waar filialen van het bouwbedrijf waren): hij was wel vaker een nacht weg. Het andere personeel werd niet verder ondervraagd, omdat de Duitsers haast hadden om de verzetsgroep op te rollen na de vondsten in het kaaspakhuis. Dat was voor hen maar goed ook; veel personeelsleden waren KP'ers met weinig verstand van het timmermansvak, die bij ondervraging mogelijk door de mand zouden zijn gevallen.

### Onderduik
Nadat het gezin een halfjaar in het arkje had doorgebracht - zonder waterleiding, gas of elektriciteit - kwamen er signalen dat de SD een razzia in Giekerk zou houden, omdat uit inbeslagnames bij de overval op de timmerfabriek duidelijk was geworden dat de voorouders van Harmen Kingma daarvandaan kwamen. Een nieuw onderduikadres werd gevonden bij de familie Mous in Bakhuizen. Van september 1944 tot de bevrijding had de familie zelfs de beschikking over een woning. Al snel werd dit huis opnieuw een bolwerk van verzetsactiviteiten, en was het - inmiddels grotendeels herenigde - gezin uitgebreid tot dertien vaste en vaak twee tot vier tijdelijke leden. In de koude winter van 1944/'45 werd een voedsellijn naar het hongerende westen opgezet, met behulp van boeren en vissers, die voor het vervoer zorgden. Met behulp van blanco formulieren, die van een jonge ambtenaar van de Leeuwarder Voedselcommissie waren gekregen, werden de zendingen min of meer gelegaliseerd. Deze ambtenaar, Johannes Brandsma, werd later burgemeester van Leeuwarden.

### Bevrijding
Op 15 april werden Leeuwarden en Sneek bevrijd. De dag erna ging Kingma via veel omwegen naar Leeuwarden, waar hij huis en bedrijf volgepropt met Canadezen aantrof. De timmerfabriek was onder de bedrijfsleider door blijven draaien. Onder een stapel hout kwam de Studebaker tevoorschijn, die daar aan het begin van de oorlog was verborgen. Daarmee werd, met Canadese benzine, naar Gaasterland gereden, om in Bakhuizen het gezin weer op te halen.